# Nova Rusija (konfederacija)
Nova Rusija (rusko Новороссия, latinizirano: Novorossija, IPA: [nəvɐˈrosʲɪjə]; ukrajinsko Новоросія, latinizirano: Novorosija), imenovana tudi Zveza ljudskih republik (rusko Союз народных республик, ukrajinsko Союз народних республік, Sojuz narodnyh respublik), je bila predlagana konfederacija samooklicanih proruskih separatističnih ozemelj Donecke ljudske republike (DLR) in Luganske ljudske republike (LLR) v vzhodni Ukrajini. Poimenovanje izvira iz zgodovinske Nove Rusije, nekdanjega ruskega ozemlja, ki so ga osvojili Kozaki in Osmani in kamor so bili ruski naseljenci spodbujeni k naseljevanju.
Republiki članici imata samo rusko diplomatsko priznanje, ukrajinska vlada pa ju uvršča med teroristične skupine in njuno ozemlje označuje kot cono protiteroristične operacije. Ustanovitev Nove Rusije je bila razglašena 22. maja 2014, en mesec kasneje pa so tiskovni predstavniki obeh republik razglasili združitev v konfederalno "Zvezo ljudskih republik". V enem letu je bil projekt prekinjen: 1. januarja 2015 je ustanovno vodstvo objavilo, da je projekt ustavljen, 20. maja pa so sestavne članice napovedale zamrznitev političnega projekta.